# Christian Dorche
Christian Dorche (ur. 27 stycznia 1947 w Gap, zm. 8 lipca 2025 w Orpierre) – francuski kierowca rajdowy. W latach 1973–1987 jeździł w WRC. Od 1987 przestał startować w WRC i ograniczył się do mistrzostw Francji. W 1993 roku zakończył karierę.